# Gundia zwyczajna
Gundia zwyczajna, dawniej: gundia (Ctenodactylus gundi) – endemiczny gatunek gryzonia z rodziny gundiowatych (Ctenodactylidae) rozpowszechniony wyłącznie w północnej i północno-wschodniej Afryce. Zwierzęta te wiodą dzienny tryb życia w małych stadach liczących do 11 dorosłych osobników. Zamieszkują tereny półpustynne i skaliste zbocza gór porośnięte rzadką roślinnością, na których szukają naturalnych kryjówek. Gundie zwyczajne są roślinożercami. Pożywienie stanowi zróżnicowany pokarm roślinny.

## Systematyka

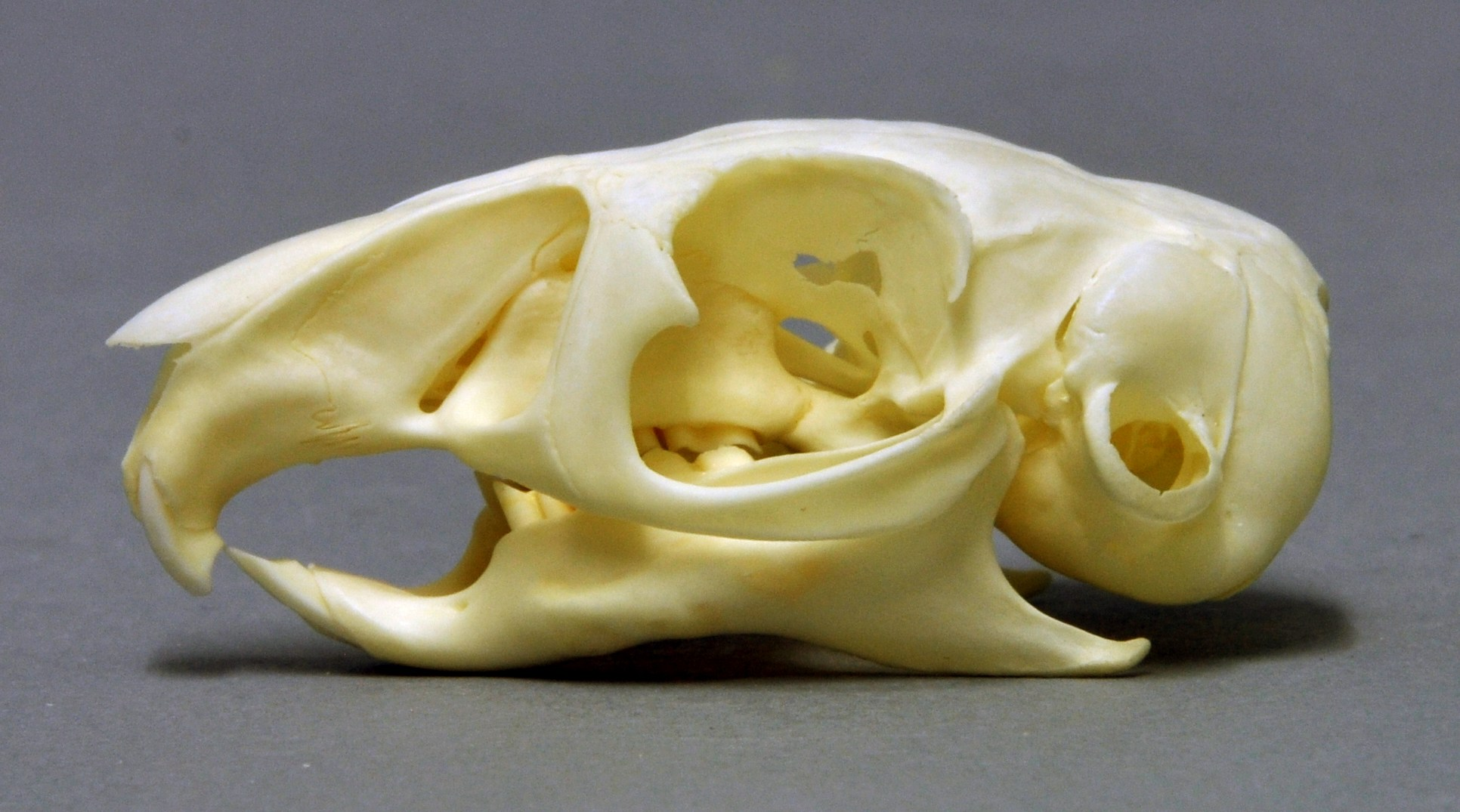
Czaszka gundii zwyczajnej
(eksponat Muzeum Wiesbaden)

Gatunek po raz pierwszy zgodnie z zasadami nazewnictwa binominalnego opisał szwedzki przyrodnik Göran Rothman w 1776, zaliczając go do rodzaju Mus. Zwierzęta te napotkał w 1774 roku około 80 km na południe od Trypolisu, w Libii. Opis gundii zwyczajnej, ujęty w liście Rothmana do Sir Wargentina ze Sztokholmu, opublikował August Ludwig von Schlözer w wydanym w Getyndze August Ludwig Schlözer's Briefwechsel. Meist historischen und politischen inhalts. W spisie treści tej pracy nazwisko zostało zniekształcone do formy Rothmann i również taki skrót oznaczenia przyrodnika używany bywa w oznaczeniach taksonomicznych. Kolejny opis tego gryzonia, oznaczanego jako Ctenodactylus massonii, opublikował w 1830 John Edward Gray.
Pod koniec XX w. naukowcy analizowali fakt, że ukształtowanie czaszki wykazuje połączenie cech charakterystycznych dla jeżozwierzokształtne (Hystricognathi) (umięśnienie szczęki) i Sciuromorpha (budowa szczęki). Opublikowane w 2002 wyniki badań filogenetycznych z wykorzystaniem mitochondrialnego genu cytochromu b nie potwierdziły bliskiego powinowactwa między Ctenodactylidae a Hystricognathi.

### Etymologia
- Ctenodactylus: gr. κτεις kteis, κτενος ktenos „grzebień”; δακτυλος daktulos „palec”[12].
- gundi: arab. ‏قُنْدي‎ gundi oznaczające w dosłownym tłumaczeniu „opiekuna”[11].

### Nazwa zwyczajowa
We wcześniejszej polskiej literaturze zoologicznej dla określenia gatunku używana była nazwa zwyczajowa gundia. W wydanej w 2015 roku przez Muzeum i Instytut Zoologii Polskiej Akademii Nauk publikacji „Polskie nazewnictwo ssaków świata” gatunkowi nadano oznaczenie gundia zwyczajna, rezerwując nazwę gundia dla rodzaju Ctenodactylus.

## Morfologia
Gundia zwyczajna należy do gryzoni o średniej wielkości. Z wyglądu przypomina chomika lub kawię domową (świnkę morską), jednak ma krótki (1–2 cm), owłosiony ogon. Tułów wraz z głową zwierzęcia osiąga 16–20 cm długości. Głowa jest spłaszczona, szeroka, a uszy krótkie. Ciało gundii zwyczajnej pokryte jest miękkim, gęstym futrem. Ubarwienie w części grzbietowej brązowawe z matowoszarym podszerstkiem. Na części brzusznej sierść jest wybarwiona na kolor płowożółty lub szaro-żółty. Wibryssy długie, czarne. Uszy są małe, owalne, spłaszczone, wybarwione na czarno. Od strony wewnętrznej obrzeże ucha pokryte jest gęstym pasem biało-szarej sierści. Nos gundii zwyczajnej jest czarny, nieowłosiony. Oczy stosunkowo duże. Obie pary kończyn są krótkie, każda z nich jest zakończona czterema palcami uzbrojonymi w pazury, wokół których wyrastają sztywne włosy. 
| cecha                                | wymiar       |
| ------------------------------------ | ------------ |
| długość ciała (głowa i tułów)        | 150–228 mm   |
| długość ogona                        | 20–45 mm     |
| długość włosa                        | 17 ± 0,3 mm  |
| gęstość sierści (liczba włosów/ cm²) | 23 220 ± 443 |
| masa ciała                           | do 396 g     |

### Kariotyp
Garnitur chromosomowy gundii zwyczajnej tworzy 20 par (2n=40) chromosomów.

## Tryb życia

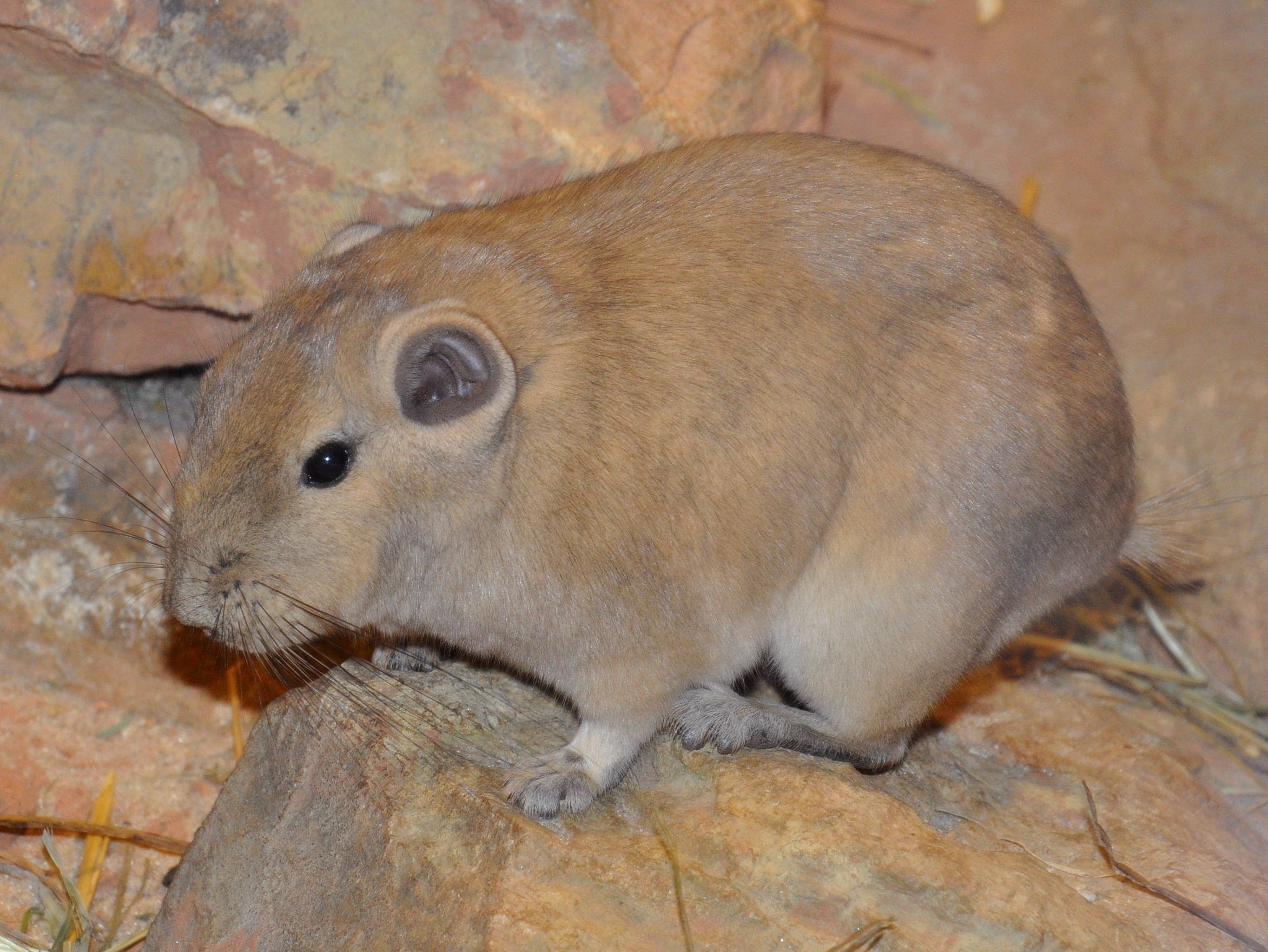

Gundie zwyczajne wiodą dzienny tryb życia żyjąc w małych stadach liczących do 11 dorosłych osobników. Kolonia składa się zwykle z jednego lub dwóch samców i kilku samic oraz ich młodych. Zaniepokojona gundia zwyczajna wydaje alarmowy gwizd, gdy jednak zostanie zaskoczona, nieruchomieje i sprawia wrażenie martwej. Gundie zwyczajne potrafią komunikować się między sobą za pomocą dość szerokiej gamy dźwięków. Rozróżnia się 11 rodzajów sygnałów, wśród których występują: alarmowe, godowe i służące komunikacji między rodzicami a małymi.
Gundie zwyczajne z badanej przez naukowców populacji przeznaczały 33% swojego czasu dziennej (przyjmowanej jako 12 godzin) aktywności na wylegiwanie się w nasłonecznionym miejscu. 29,1% dnia zajmował odpoczynek, 9,9% żerowanie, 8,2% zaloty, różne zachowania komfortowe 1,4%, a kopanie w ziemi, wspinanie się na skały i komunikacja dźwiękowa pochłaniały 14,5% czasu.

### Cykl życiowy
Okres godowy u gundii zwyczajnych trwa między wrześniem a styczniem. Ruja trwa 21–34 dni (średnio 28,7 dnia). W badanych stadach na świat przychodziło od 1 do 3 młodych (najczęściej dwoje). Małe gundie zwyczajne początkowo ssą mleko z bocznych sutków (usytuowanych przy pachach), a gdy podrosną, korzystają także z drugiej pary sutków, która zlokalizowana jest u nasady szyi, na wysokości obojczyków. Młode rodzą się w nocy, w ukryciu, a w dzień są już wynoszone na słońce. Są zależne od mleka matki tylko przez kilka dni po porodzie, ale jeśli samica pozwoli, to piją je do osiągnięcia około 6 tygodni. Malce rodzą się z wykształtowanymi siekaczami, więc przy piciu mleka podgryzają futro matki. Masa ciała dwóch małych gundii zwyczajnych schwytanych przez badaczy w marcu (ich wiek oszacowano na 5 tygodni) była na poziomie 65 i 88 g. Młode osiągają dojrzałość płciową między 9. a 12. miesiącem życia.

## Rozmieszczenie geograficzne
Gundia zwyczajna występuje endemicznie w północnej Afryce, od zachodniej części Libii po wschodnie krańce Maroka. W Libii zamieszkują stoki gór Jafran i Nafusa. W Tunezji w górach na południe od linii An-Nafida–Al-Kasrajn, gór Matmata, hamady Dahar, po stoki okalające równinę Dżafara. W Algierii Atlas Saharyjski od Dżibal al-Kusur po góry Dżibal an-Namamisza. W Maroku zasiedla Atlas Wysoki od Wadi Dadis po górne dorzecza Wadi Malwijja w Atlasie Średnim.

## Ekologia
Gundia zwyczajna jest roślinożercą. Na pożywienie wybierane są bardzo zróżnicowane rośliny. W skład diety członków populacji mieszkającej na terenie algierskiego masywu Dżabal al-Auras wchodzi: Anabasis articulata, Artemisia herba-alba, Asparagus acutifolius, traganek Astragalus armatus, saksauł Haloxylon articulata, kolcowój Lycium afrum, sumak Rhus triparititus oraz trawy. Natomiast gundie zwyczajne zamieszkujące siedlisko oddalone o 10 km wybierały wilczomlecze Euphorbia nicaeensis, jasnoty, szakłaki Rhamnus alaternus i R. lycioides oraz trawy.
Na gundiach zwyczajnych pasożytują należące do rodziny świdrowców pierwotniaki Leishmania tropica, L. major oraz L. killicki.

### Siedlisko
Gundia zwyczajna zamieszkuje półpustynne (suma rocznych opadów 100-400 mm), skaliste zbocza gór porośnięte rzadką roślinnością, na których szuka naturalnych kryjówek. Chętnie znajduje schronienie w naturalnych jaskiniach lub w obrębie budowli wzniesionych przez człowieka: wśród stosów kamieni na polach lub przy przydrożnych murach oporowych. Podczas migracji gundii zwyczajnych można napotkać pojedyncze zwierzęta w odległości rzędu 10 km od ich naturalnego siedliska.